# Forum Hadriani

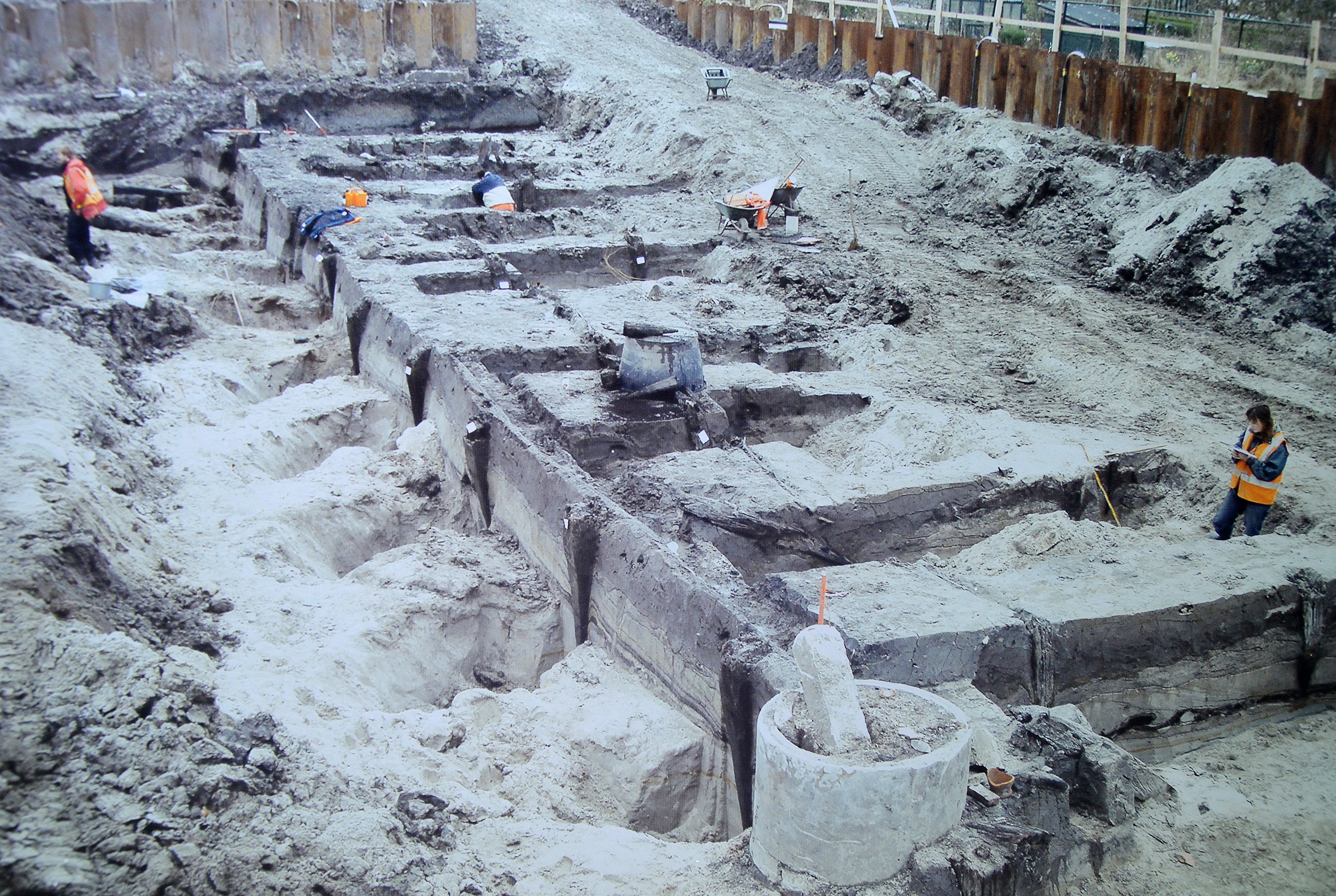
Opgravingen van de haven van Forum Hadriani in 2007-2008

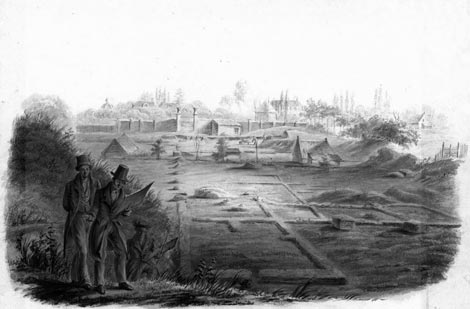
C.J.C. Reuvens bij de eerste moderne opgravingen van Forum Hadriani tussen 1827 en 1834

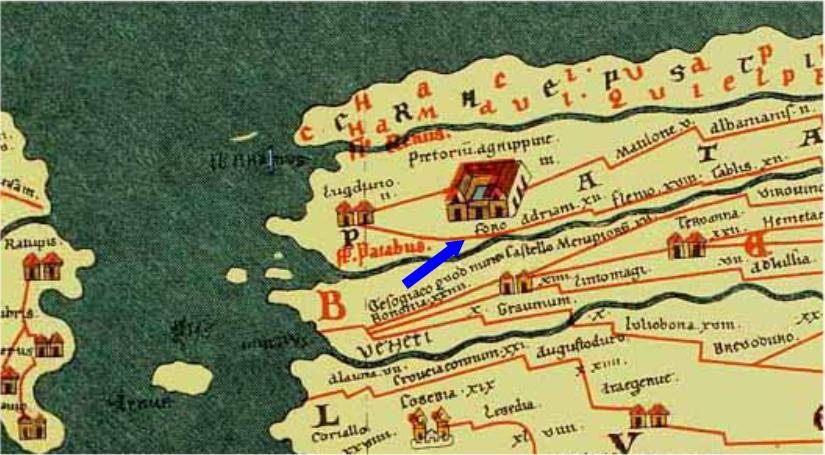
Forum Hadriani op de Peutingerkaart

Forum Hadriani, in de Romeinse tijd ook bekend als Municipium Aelium Cananefatium, was een Romeinse stad in de provincie Germania Inferior, op de plaats van het huidige Voorburg-west (gemeente Leidschendam-Voorburg). Het gebied van de Romeinse stad ligt pal naast de Prinses Mariannelaan. Forum Hadriani was de meest noordelijk gelegen Romeinse stad (municipium) op het vasteland van Europa.

## Geschiedenis
Forum Hadriani was oorspronkelijk een nederzetting in het gebied van de Germaanse stam der Cananefaten, die zich in het westelijk kustgebied van Germania Inferior vestigden, tussen de oude Rijnmonding en de oude Maasmonding. Germaanse stammen waren niet gewend in steden te wonen, die ontstonden pas op Romeins initiatief.

### Eerste fase
Bij de Romeinse forten bestonden al burgernederzettingen (vici), maar een stad was een plaats waar het bestuur van een Civitas gevestigd was. De eerste Nederlandse stad ontstond op de plek van het huidige Nijmegen (Ulpia Noviomagus Batavorum), na de legering van twee Romeinse legioenen op de Hunerberg en het Kops plateau. Het Cananefaats gebied viel bestuurlijk eerst onder dat van de Bataven. Rond het jaar 40 werd een legioensbasis gebouwd bij Valkenburg, gevolgd door de aanleg van het kanaal van Corbulo rond 50 n.Chr. door de Romeinse generaal Corbulo. Forum Hadriani ontstond zo als een handelspost op de economische verbinding tussen het fort Matilo aan de Rijn (bij Leiden) en de Maas (bij Naaldwijk), maar het was nog geen stad.
De Cananefaten werden beschouwd als een onderstam van de Bataven, bondgenoten van de Romeinen en leverden onder meer soldaten voor de hulptroepen van de legioenen (befaamd waren de ruiterafdelingen) en waren daarom vrijgesteld van belastingen. Bestuurlijke zaken werden geregeld vanuit Nijmegen, of deels uit Lugdunum Batavorum (Katwijk). Lugdunum Batavorum verloor echter zijn belangrijke rol, nadat het in de Bataafse Opstand in 69 verwoest was.

### Na de Bataafse Opstand
Na de Bataafse Opstand werd het leger aan de limes gereorganiseerd. In 89 n.Chr. werden de provincies Germania Inferior en Germania Superior losgemaakt van Gallia Belgica, en werd Germania Inferior de meest noordelijke provincie. Tijdens de regering van Domitianus kreeg Forum Hadriani een regiobestuur en mogelijk een Forum.

### Hadrianus (117 - 138)
Keizer Hadrianus werd bekend als de reizende keizer, omdat hij meer dan de helft van zijn regeringsperiode op reis was. In 121 en 122 maakte hij een grote rondreis langs de noordwestelijke grenzen van het Rijk, bezocht o.a. Keulen, waar hij stadhouder Aulus Platorius Nepos bezocht. Vandaar trokken zij met het Legio VI Victrix langs de Rijn naar de Noordzeekust, om vervolgens naar Brittannië te varen, waar Nepos in 122 gouverneur werd. Hierbij deden zij waarschijnlijk ook de Cananefaatse nederzetting aan. Tijdens dit bezoek verleende de keizer marktrechten en gaf het dorp zijn naam, Forum Hadriani (Markt van Hadrianus). Kort na zijn bezoek werd de nederzetting - gestimuleerd door het Romeinse leger - geheel herbouwd volgens Romeins ontwerp.
De stichting van een stad volgens Romeins gebruik ging gepaard met het nodige religieuze ceremonieel. De stadsgrens werd afgebakend door een priester met een speciale bronzen ploeg, die een voor groef, en die over de toekomstige poorten en wegen heengetild werd. De geploegde voor werd daarna uitgegraven tot een (droge) gracht.

### Antoninus Pius (138-161)
Waarschijnlijk kreeg Forum Hadriani tijdens het bewind van Hadrianus' adoptiefzoon Antoninus Pius, rond het jaar 150 stadsrechten en werd een Municipium. Forum Hadriani werd daarmee de meest noordelijke Romeinse stad op het Europese vasteland. De officiële naam werd toen Municipium Aelium Cananefatium (Aelius was de familienaam van Hadrianus) afgekort tot MAC. Deze afkorting is ook gegraveerd op de Romeinse mijlpalen die in de streek gevonden zijn bij de Haagse nieuwbouwwijk Wateringse Veld, in Rijswijk en in Monster. De mijlpalen gaven de afstand aan naar de stad. Vanwege de Municipium-status wordt Forum Hadriani wel als de op een na oudste stad van Nederland beschouwd, na Noviomagus, het huidige Nijmegen. Het grote aantal mijlpalen dat met de naam van Antoninus Pius gevonden is, duidt op het grote belang dat hij aan een goed functionerend wegennetwerk gaf, met als gevolg de grote bloei van de stad als marktstad. Ook de aanleg van de eerste insteekhaven aan het Kanaal van Corbulo valt in die tijd.
Antoninus Pius was geen reizende keizer zoals zijn voorganger. Hij was evenmin een liefhebber van feesten en spelen, maar gaf de voorkeur aan infrastructurele projecten, wat Voorburg ten goede kwam, zoals de aanleg van de omwalling en een pallisade-hek. Hij is de stamvader van de Antonijnse dynastie.
Door zijn economische betekenis werd Forum Hadriani een belangrijke lokale stad. Om deze reden staat Forum Hadriani ook vermeld op de Peutingerkaart, een soort routekaart uit de Romeinse tijd. De namen Forum Hadriani en Municipium Aelium Cananefatium bleven de gehele Romeinse tijd naast elkaar in gebruik.

### Marcus Aurelius (161-180)
In de periode na 170 voerden Chaukische piraten aanvallen uit op de Noordzeekust, de kusten van het Kanaal in Gallië en Brittannia en verder naar het zuiden tot aan de Golf van Biskaje. Het Romeinse leger antwoordde door kustversterkingen aan te leggen, waaronder de stenen ommuring aan de stadswal in Voorburg.
Inmiddels is beargumenteerd dat de stad vanaf het einde van de tweede eeuw n.Chr. naast een stedelijke functie ook een militaire context kreeg, vooral als logistiek centrum ten behoeve van het leger, maar ook als onderdeel van de militaire infrastructuur van het gebied.

### Laat-Romeinse tijd
Na verloop van tijd kreeg Forum Hadriani te kampen met epidemieën en overvallen door Saksische piraten en weer later met toenemende wateroverlast en invallen van de Frisii. Vermoedelijk na de val van het Gallische keizerrijk (274) raakte de stad ontvolkt. Na de Romeinse herovering van de Rijndelta onder leiding van Constantius I Chlorus werd de stad aan het einde van de derde eeuw niet opnieuw opgebouwd en bevolkt. Forum Hadriani is daarna steeds verder in verval geraakt. In de vroege middeleeuwen werden de stenen van de huizen waarschijnlijk van het terrein verwijderd om elders te worden hergebruikt. Op de plaats waar de stad ooit stond is nu niets meer te zien, al bevinden zich nog wel veel restanten onder de grond, en volgden middeleeuwse wegen het Romeinse stratenpatroon. Het Voorburgse park Arentsburg ligt grotendeels over de restanten van Forum Hadriani. In dit park is in 2000 een gedenkzuil opgericht ter herinnering aan de Romeinse stad. In de aangrenzende wijk is de loop van de stadsmuur in het straatpatroon aangegeven.

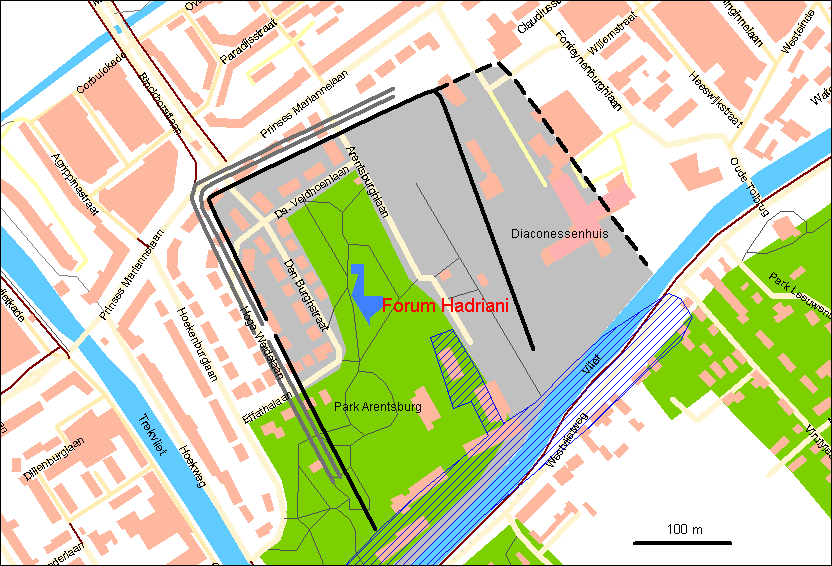
Locatie van Forum Hadriani in Voorburg met een projectie van de stadsmuur en insteekhaven.

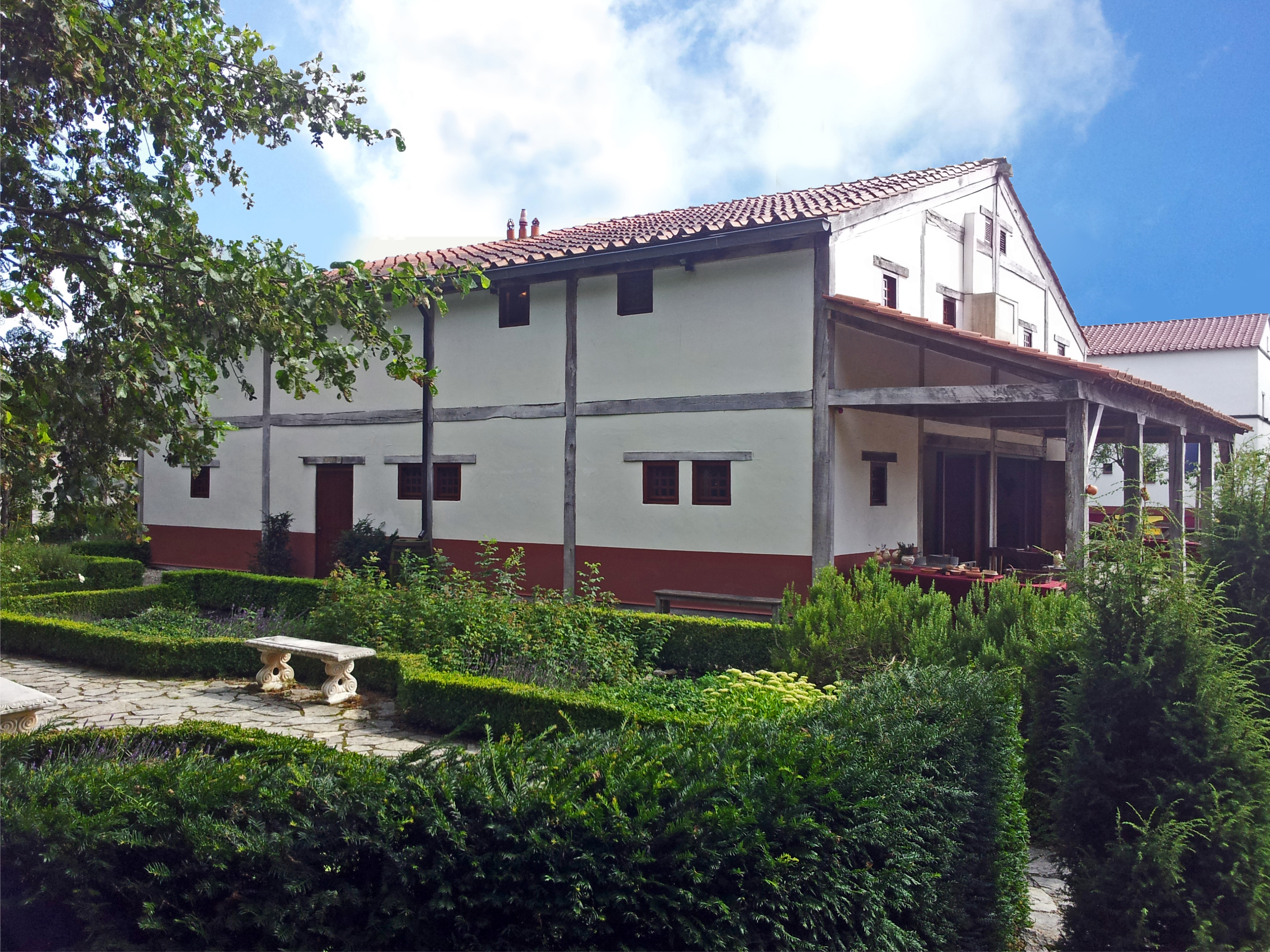
Archeon-strookwoning in Forum Hadriani foto C. Thunnissen

## De stad
De stad was omgeven door een muur, met een weergang op ongeveer 4 meter hoog, waarboven de borstwering van ongeveer 1 meter. Buiten de muur was een dubbele V-vormige (droge) gracht. Binnen de stad was volgens Romeins gebruik een rechthoekig stratenpatroon aangelegd, met als hoofdstraat de Cardo maximus van ongeveer 400 meter, met twee parallel-assen en de Decumanus van 300 meter met 3 parallel-straten.
Met een oppervlakte van ongeveer 300 bij 400 meter was Forum Hadriani een middelgrote plaats, met alle specifieke eigenschappen van een Romeinse stad. De stadsmuur had met meerdere poorten, langs het recht stratenpatroon stonden diverse stenen gebouwen, tempeltjes een groot badhuis en een herberg. Het rechthoekige stratenpatroon omvatte ongeveer 20 insulae, niet allemaal van gelijke grootte, waarbinnen naast de algemene gebouwen percelen voor particuliere bewoning uitgegeven werden. De percelen waren lang en smal, met aan de straatzijde winkel of woning, erachter tuinen en waterputten. Het type huis staat bekend als Streifenhaus of strip house (strookwoning). In totaal woonden er ongeveer 1000 mensen, dat is ter vergelijking meer dan het Romeinse Maastricht.
Het Forum, de marktplaats, lag niet aan de hoofdstraat maar tegenover de insteekhaven.

## De haven
In 2007/2008 werd een insteekhaven ontdekt, die omstreeks 160 uitgegraven was in een natuurlijke (verlande) restgeul. De haven was 110 meter lang bij een taps toelopende breedte van 41 meter in het zuiden en 28 meter in het noorden. De aansluiting op het kanaal van Corbulo is niet bekend, maar het kanaal lag hier ongeveer op dezelfde plaats als de Vliet.
Rond 210-230 is de haven uitgebaggerd en gemoderniseerd met nieuwe kades of steigers. Deze renovatie past in de versterking van de kustdefensie in de tijd na de aanvallen van Chaukische piraten. Voorburg werd ook een militaire doorvoerhaven voor de militaire steunpunten bij onder andere Ockenburgh, Flenio en Goedereede. Met een diepte van 0,5 tot 1,5 meter moet de haven ook bereikbaar geweest zijn voor kleine kustvaarders zoals de Blackfriars I, zie afbeelding onderaan.

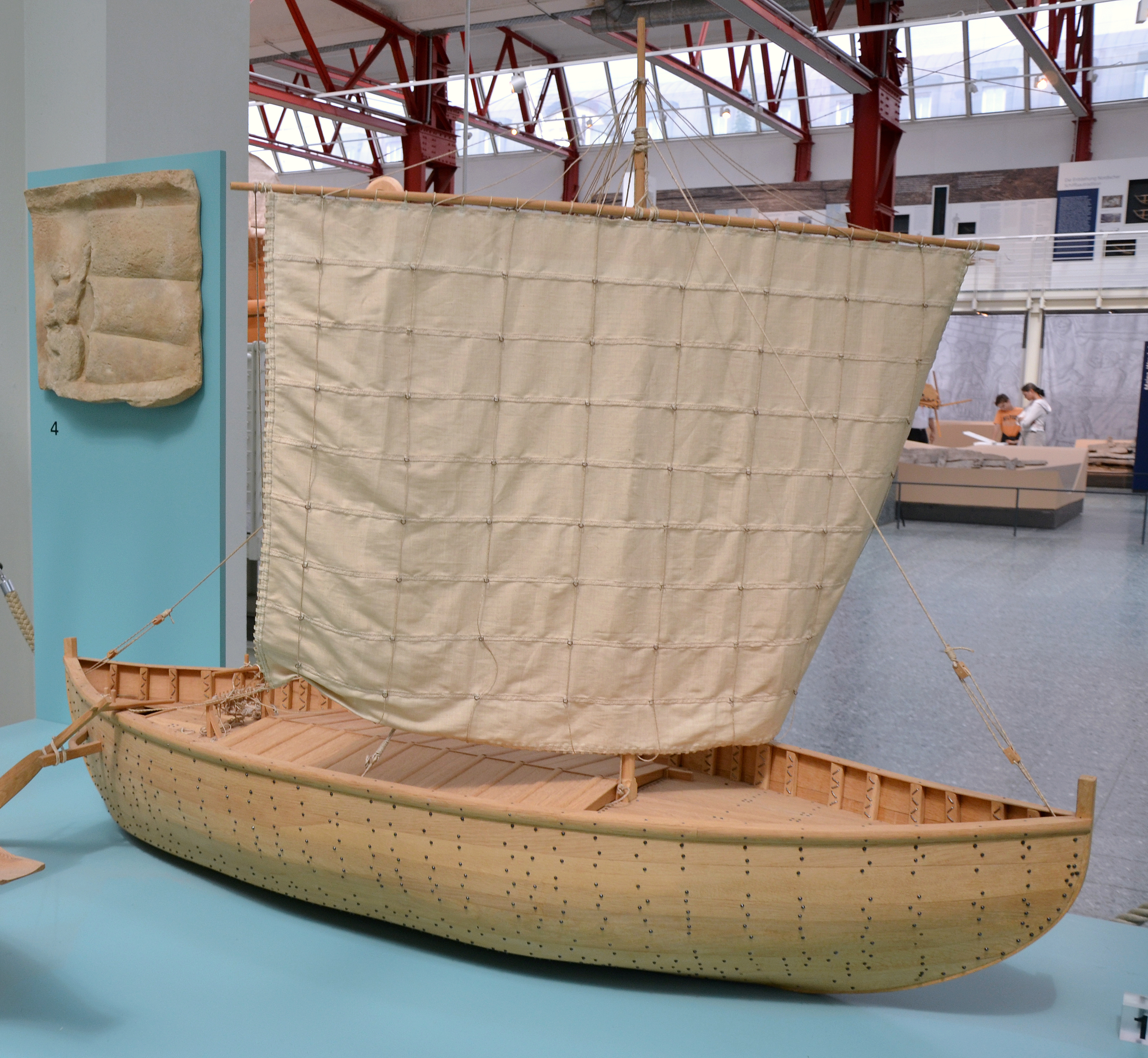
Scheepsmodel Blackfriars I

## Opgravingen

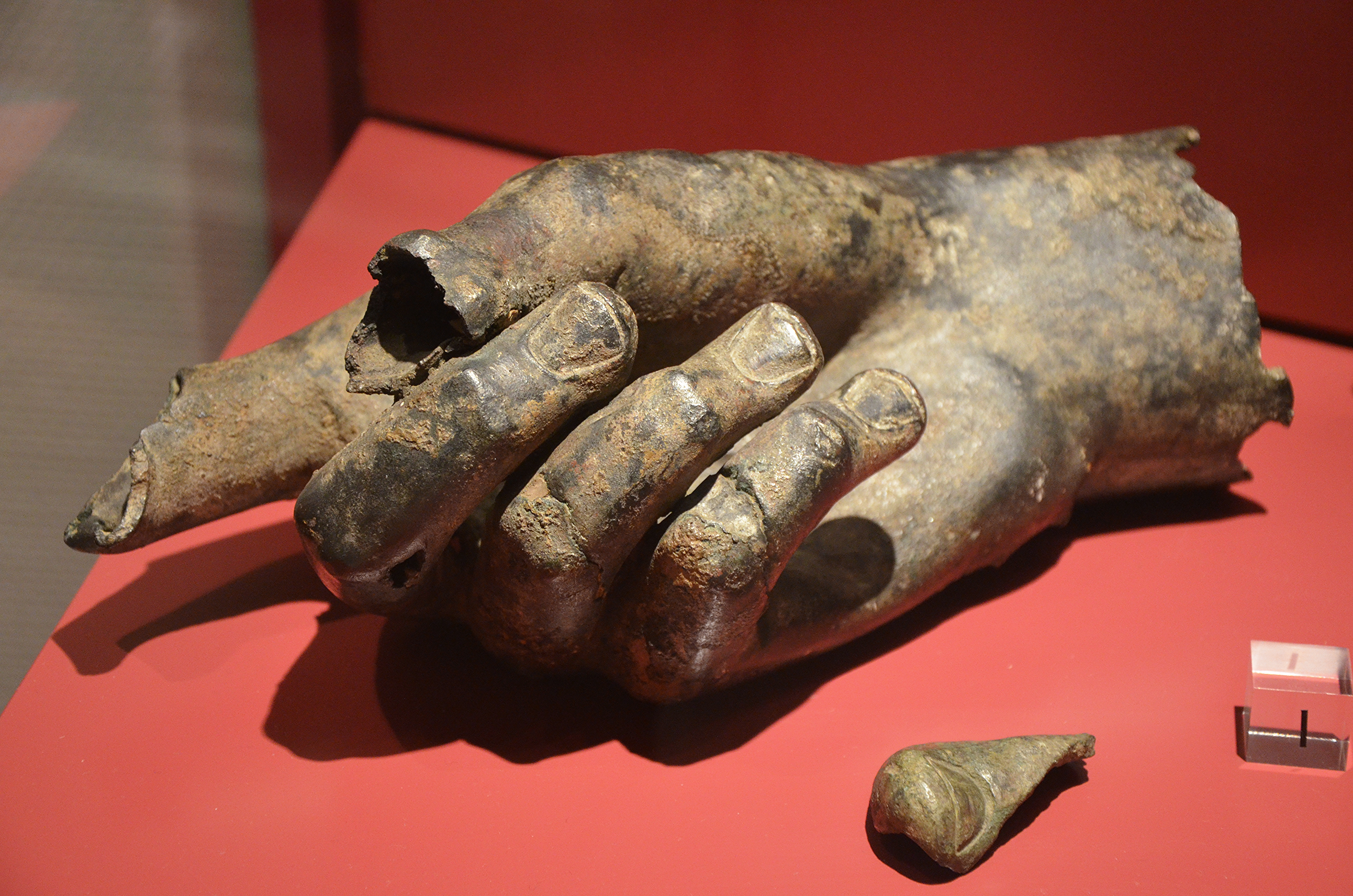
Bronzen hand (RMO Leiden)

Bij de verbouwingen en aanpassingen van het landgoed Arentsburg vanaf de 17e eeuw zijn veel nieuwe en spectaculaire archeologische vondsten gedaan.
Een bronzen hand, die in 1771 tijdens werkzaamheden in de tuin werd gevonden, werd naar Sint-Petersburg gestuurd om Étienne-Maurice Falconet als voorbeeld te dienen voor een ruiterstandbeeld van Peter de Grote. Na de onthulling van het beeld in 1782 werd de hand geretourneerd.
Ruim een halve eeuw later, tussen 1827 en 1833, deed de Leidse geleerde C.J.C. Reuvens belangrijke archeologische opgravingen. Hij hield een opgravingsdagboek bij en liet tekeningen en litho's maken van de opgravingen en de ontdekte bodemprofielen. De financiers waren gelokt door de hoop het standbeeld te vinden dat bij de bronzen hand hoorde, maar toen zij de moed verloren werd het landgoed verkocht en moest Reuvens stoppen.
Onderzoek van J.H. Holwerda tussen 1908 en 1915 leverde onder andere restanten van de straten, huizen, de stadsmuur en een poort op. Holwerda meende een "Romeins militair vlootstation" te hebben gevonden omdat er veel dakpannen met het zegel van de Classis Germanica werden gevonden. Na opgravingen in 1966 en de vondst van de Mijlpalen van Rijswijk concludeerde de archeoloog Jules Bogaers dat het een Municipium en dus geen militaire nederzetting was geweest.
In de jaren 1980 verrichtte een lokale archeologische werkgroep proefboringen, waarbij vast kwam te staan dat Voorburg groter moest zijn geweest dan men toen aannam. In 2000 kreeg het gebied Arentsburg een nieuwe bestemming, maar de projectontwikkelaar moest eerst  nieuw archeologisch onderzoek laten uitvoeren. Proefboringen in 2000 en 2001 toonden aan, dat uitgebreider onderzoek noodzakelijk was.
Opgravingen uit 2005 leverden veel vondsten uit de Romeinse tijd (vanaf 120 n.Chr. tot in de derde kwart van de derde eeuw), maar vrijwel niets uit de laat-Romeinse en vroeg-Middeleeuwse tijd. Men vond onder meer bronzen vaatwerk, een waterput met twee complete Romeinse wagenwielen en een klein Jupiteraltaar. In 2008 is een insteekhaven ontdekt. Een tufstenen pilaar in die haven, die mogelijk een onbewerkte mijlpaal kon zijn, was al afgevoerd als bouwpuin voordat archeologen de vondst hadden kunnen bestuderen.

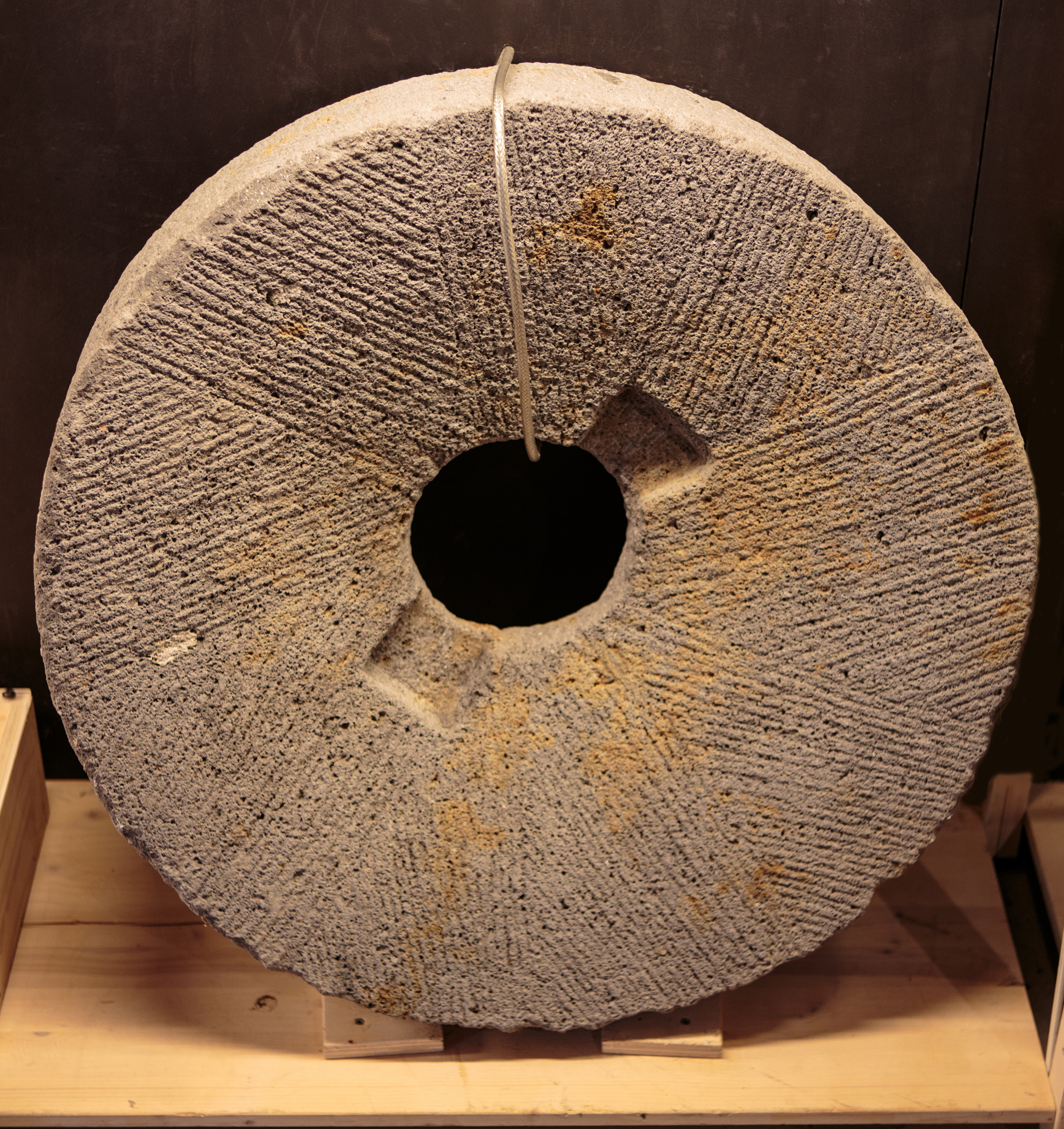
Maalsteen van basalt
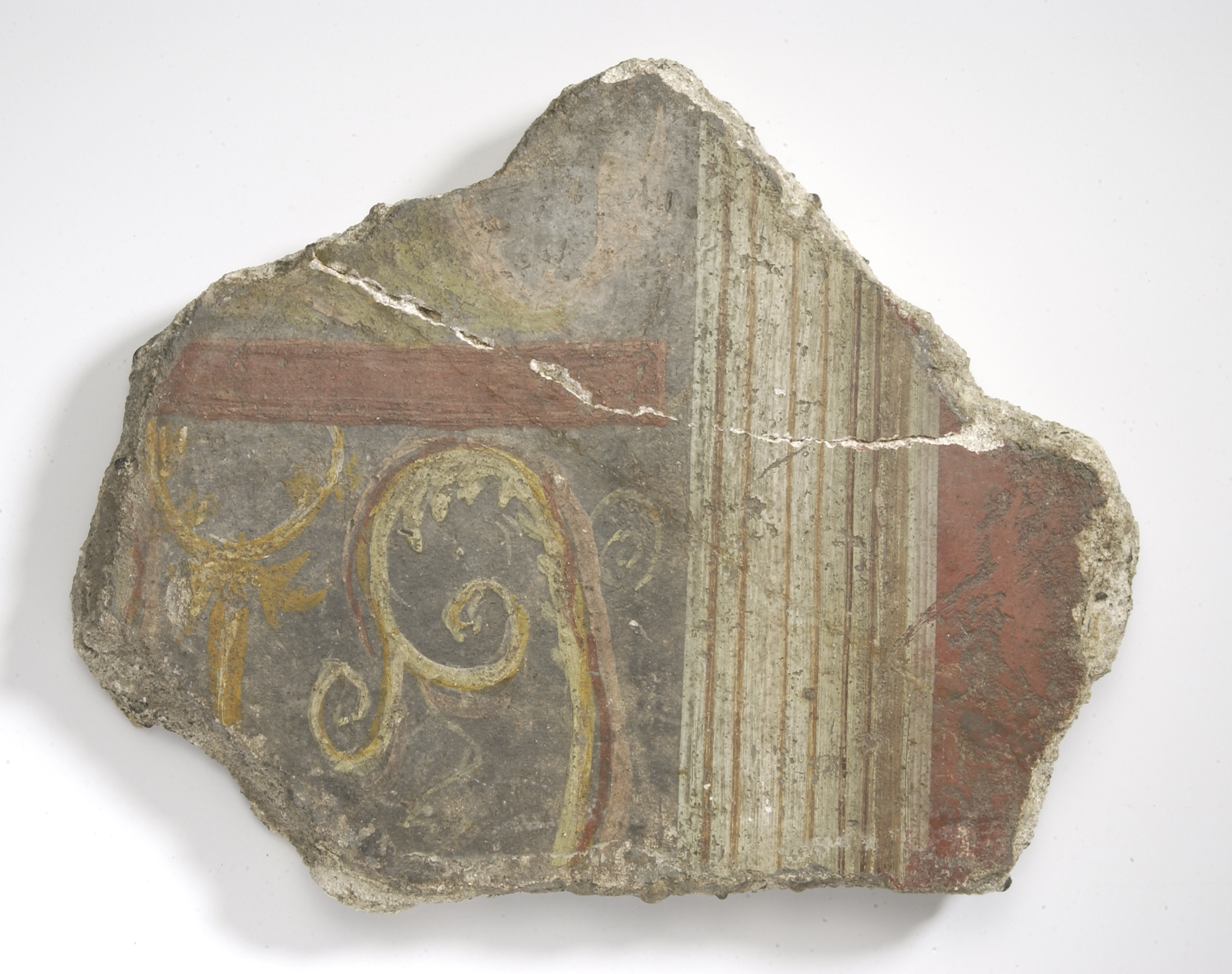
Fragment van een muurschildering op kalkmortel
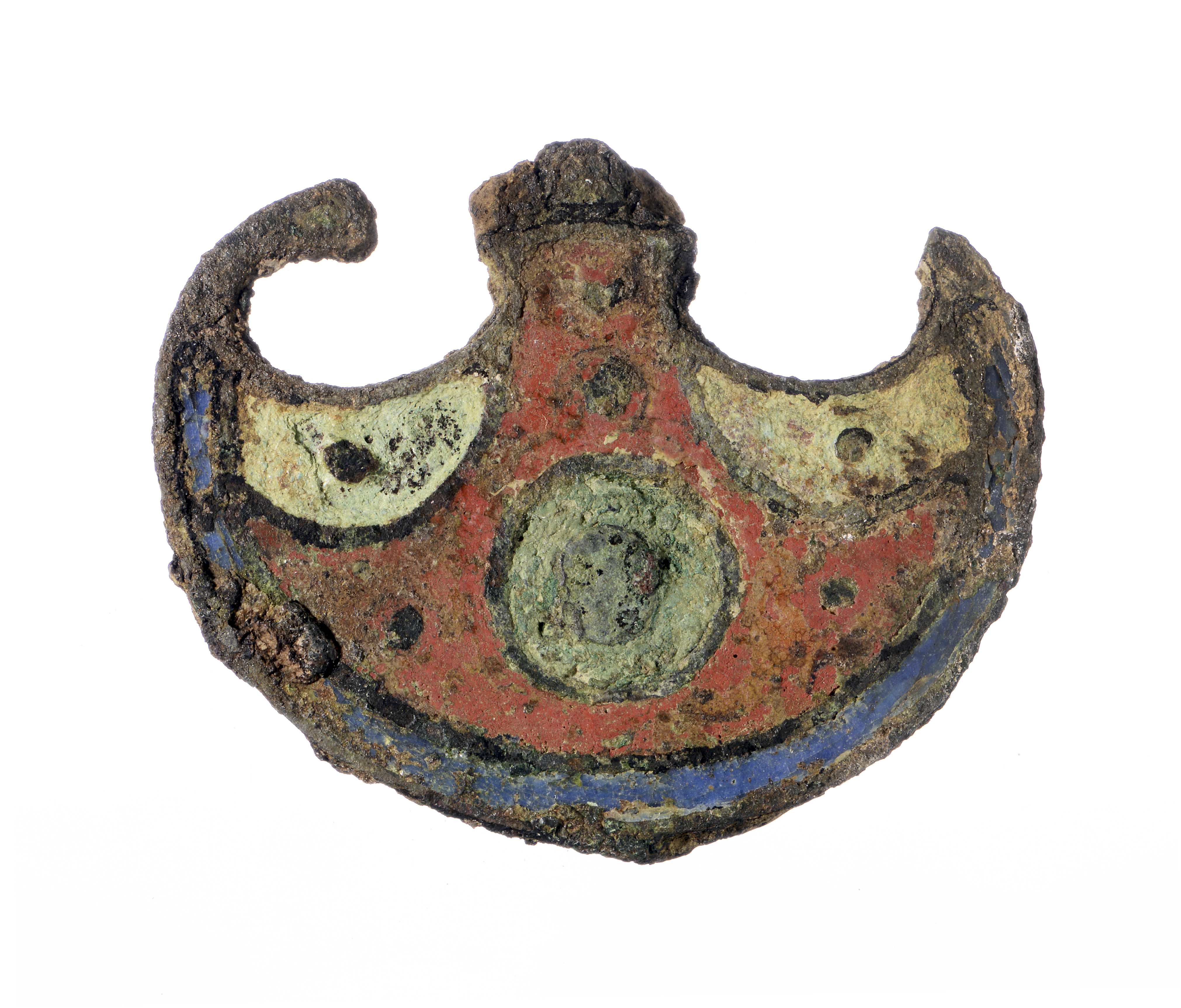
Fibula (mantelspeld) ingelegd met email
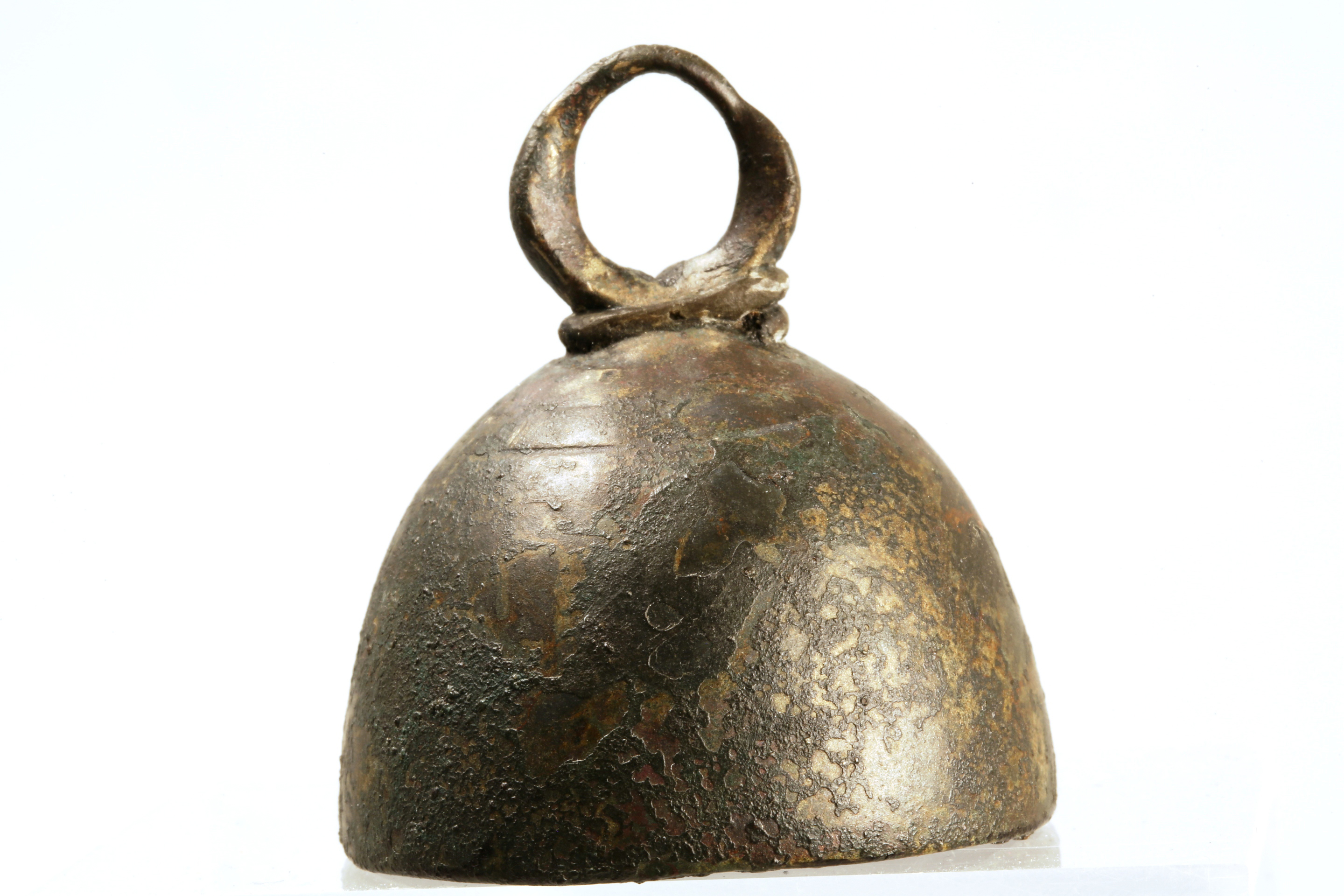
Bronzen belletje
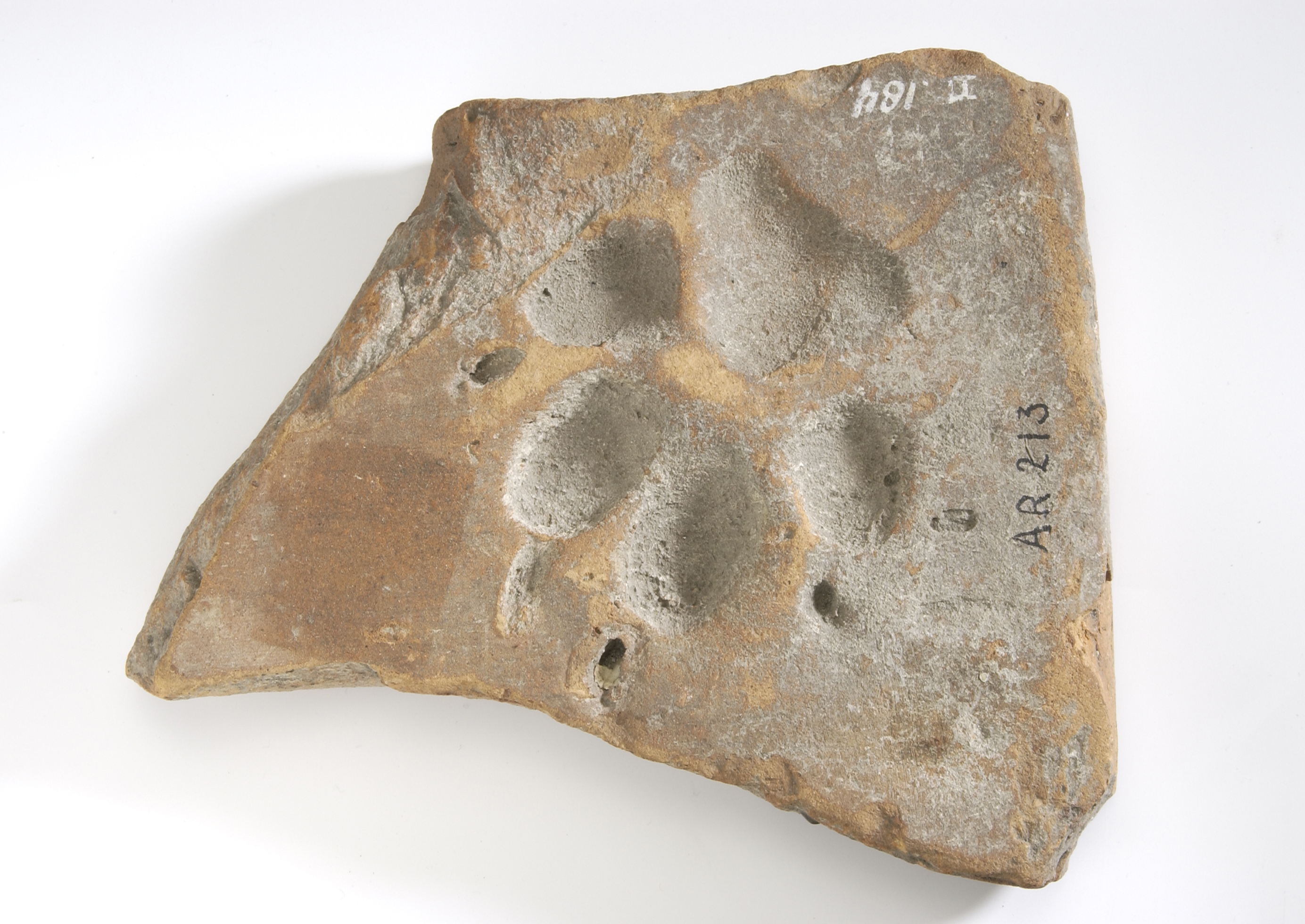
Baksteenfragment met de indruk van een hondenpoot

## Maquette
In het Museum Swaensteyn (voorheen Stadsmuseum Leidschendam-Voorburg) bevindt zich een maquette van Forum Hadriani.

## Werelderfgoed
Als onderdeel van de Neder-Germaanse limes zijn de resten van Forum Hadriani Werelderfgoed. Dit werd op 27 juli 2021 besloten tijdens de vergadering van het Werelderfgoedcomité van de UNESCO in het Chinese Fuzhou.
Het belang van de vondsten in Voorburg wordt in het nominatiedossier als volgt omschreven:
Steden in de Neder-Germaanse grenszone ontwikkelden zich zeer langzaam. De ontwikkeling van deze regionale hoofdstad werd krachtig gepromoot door keizer Hadrianus, waardoor het de nieuwste bekende stedelijke creatie in het Rijnland werd.